# Francesc Ramón Ferrer
Francesc Ramón Ferrer (Mataró, 26 de juliol de 1942) és un exjugador de bàsquet català.
Amb el CD Mataró, jugà diverses temporades a la primera divisió nacional a les ordres d'Antoni Serra. L'any 1970 fitxà per la UER Pineda de Mar, on jugà dues temporades més. La temporada 62-63 ja jugava a l'Aismalíbar, on jugaria fins a la seva dissolució el 1964. La 64-65 fitxava pel Joventut de Badalona, seguint a les ordres d'Eduard Kucharski, qui ja entrenava l'equip montcadenc. La temporada següent tornaria al Mataró.
Va ser internacional 19 vegades amb la selecció espanyola absoluta, disputant el Mundial de Xile de l'any 1966 i el preeuropeu de Finlàndia'67 que es va disputar a Mónaco a finals del 66, a més de diversos partits amistosos.